# Барт, Руслан Эдуардович
Русла́н Эдуа́рдович Ба́рт (род. 16 ноября 2005, Пермь) — российский футболист, нападающий клуба «Сочи».

## Клубная карьера
Родился в Перми.
В 2012 году начал заниматься футболом в пермской СДЮСШОР. 1 ноября 2017 года перешёл в «Акрон — Академию футбола Юрия Коноплёва» (ранее Академия футбола им. Юрия Коноплёва).
21 августа 2022 года в матче Первой лиги против «КАМАЗа» дебютировал в профессиональном футболе.
По итогам сезона 2023/24, с «Акроном» стал бронзовым призёром Первой лиги и одержав победу в стыковых матчах вышел в РПЛ.
1 июля 2024 года пополнил состав клуба «Сочи». В сезоне 2024/25 с командой занял 5-е место и по итогам стыковых матчей вновь поднялся в РПЛ.
19 июля 2025 года в матче против московского «Локомотива» дебютировал в чемпионате России.

## Карьера в сборной
В сентябре 2024 года был вызван в сборную России (до 21 года). 6 сентября 2024 года в товарищеском матче против сборной Вьетнама (до 20 лет) дебютировал в её составе.

## Статистика выступлений
| Выступление      | Выступление       | Выступление      | Лига | Лига | Кубки | Кубки | Стыковые матчи | Стыковые матчи | Итого | Итого |
| Клуб             | Лига              | Сезон            | Игры | Голы | Игры  | Голы  | Игры           | Голы           | Игры  | Голы  |
| ---------------- | ----------------- | ---------------- | ---- | ---- | ----- | ----- | -------------- | -------------- | ----- | ----- |
| Акрон            | Первая лига       | 2022/23          | 1    | 0    | 0     | 0     | —              | —              | 1     | 0     |
| Акрон            | Первая лига       | 2023/24          | 7    | 1    | 0     | 0     | 2              | 0              | 9     | 1     |
| Акрон            | Итого             | Итого            | 8    | 1    | 0     | 0     | 2              | 0              | 10    | 1     |
| → Акрон-2        | Вторая лига («Б») | 2023             | 13   | 1    | —     | —     | —              | —              | 13    | 1     |
| → Акрон-2        | Итого             | Итого            | 13   | 1    | —     | —     | —              | —              | 13    | 1     |
| Сочи             | Первая лига       | 2024/25          | 25   | 4    | 3     | 3     | 0              | 0              | 28    | 7     |
| Сочи             | РПЛ               | 2025/26          | 2    | 0    | 2     | 0     | —              | —              | 4     | 0     |
| Сочи             | Итого             | Итого            | 27   | 4    | 5     | 3     | 0              | 0              | 32    | 7     |
| Всего за карьеру | Всего за карьеру  | Всего за карьеру | 48   | 6    | 5     | 3     | 2              | 0              | 55    | 9     |

## Достижения
«Акрон»
- Бронзовый призёр Первой лиги: 2023/24